# توماس وارتون فيليبس
توماس وارتون فيليبس (بالإنجليزية: Thomas Wharton Phillips) هو سياسي أمريكي، ولد في 23 فبراير 1835، وتوفي في 21 يوليو 1912. حزبياً، نشط في الحزب الجمهوري. وقد انتخب عضو مجلس النواب الأمريكي.